# Кочура
Кочура или Кокюра (на сръбски: Коћура или Koćura) е село в Югоизточна Сърбия, Пчински окръг, Град Враня, община Враня.

## География
Селото е разположено на южния склон на планината Кочура. По своя план е пръснат тип селище, съставено от махали и отделни къщи пръснати на голяма площ. Отстои на 22 км югоизточно от общинския и окръжен център Враня, на юг от село Барелич, на североизток от село Горно Пуношевце и северно от село Църновце.

## История
В края на XIX век Кочура е село в Прешевска кааза на Османската империя. Според статистиката на Васил Кънчов („Македония. Етнография и статистика“) от 1900 година Кокюра е населявано от 620 жители българи християни. Според патриаршеския митрополит Фирмилиан в 1902 година в Кочуро има 83 сръбски патриаршистки къщи.
По време на Първата световна война селото е във военновременните граници на Царство България, като административно е част от Бояновска околия на Кумановски окръг.
В селото в 2002 година живеят 233 жители сърби и 1 неизяснен. Според преброяването на населението от 2011 г. селото има 122 жители.